# درب الأردن

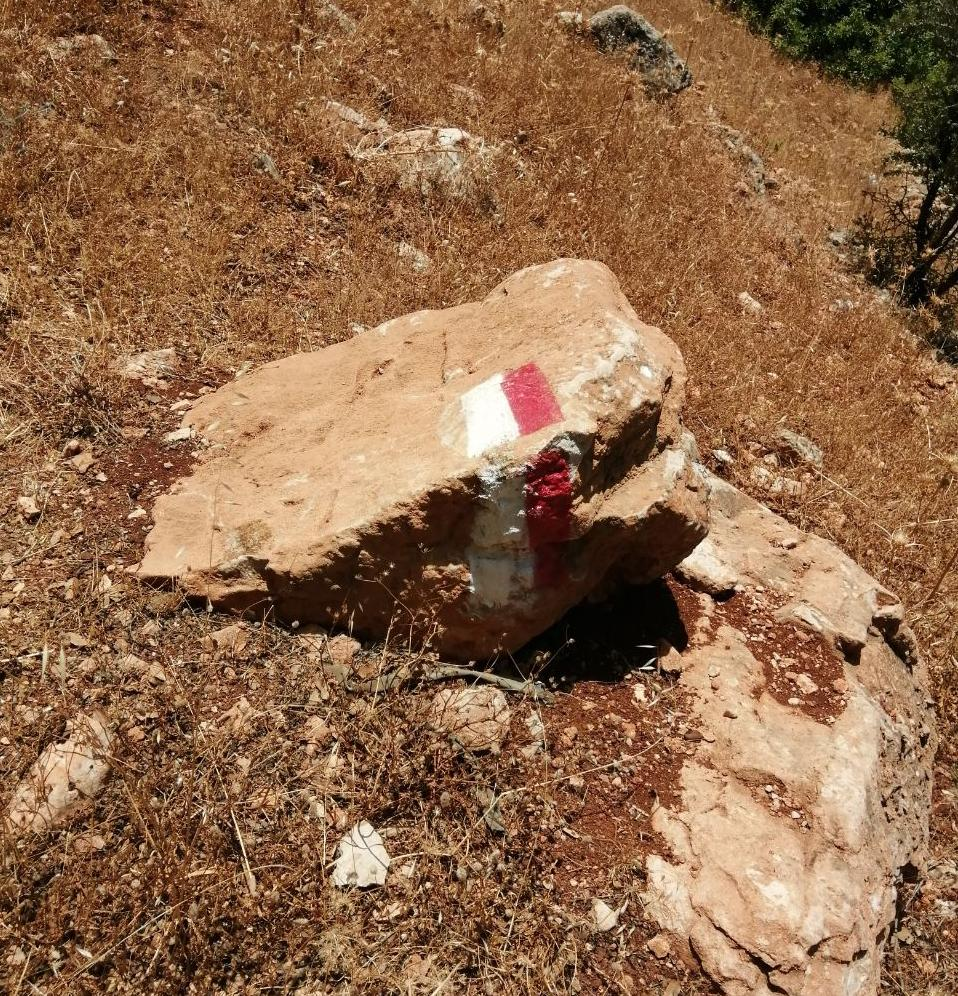
علامة على درب الأردن بين بيت إديس وراسون

درب الأردن ممرٌ سياحيّ للمشي الطويل يمتد لمسافة 650 كيلومتراً (400 ميلاً) عبورًا في الأردن، اُستحدثت جمعية درب الأردن عام 2015 بغرض استدامته وتطويره.

## التاريخ
أقدم طريق في الأردن طريق تجارة قديم يعرف اليوم باسم "طريق الملك السريع"، وأمتد من مصر إلى سوريا مروراً بالأردن. يُعتقد أن الأنبياء: موسى، وعيسى، ومحمد قد مشوا على طول ما يعرف حالياً بطريق الأردن.
طُبقت فكرة طريق نزهة يمتد عبر الأردن عام 1990 عندما وُجد أن وادي رم يمكن أن يكون وجهة سياحية لتسلق الصخور. تلقت الفكرة تشجيع وتمويل فقط عندما أنشأت جمعية طريق الأردن عام 2015. شارك المتطوعون والممولون من القطاع الخاص في تنمية أول طريق نزهة أردني وطني. شاركت الملكة رانيا مجموعة من الرحالة المدونين عام 2017 لنزهة قصيرة.

## الطريق
وصفت العديد من وكالات السفر الطريق "بطريق أنكأ الشرق الأوسط". سينفع الطريق قطاع السياحة الأردني عندما يبدأ بالتعافي من الركود الذي شهده بسبب الاضطرابات الإقليمية في أوائل 2010 بسبب الربيع العربي.
يمتد الطريق من أم قيس في شمال الأردن إلى المدينة الساحلية العقبة في جنوبه. يمر الطريق خلال 52 قرية وبلدة، لكن الطريق قُسم إلى 35 قسماً. يأخذ طول الطريق 40 يوماً لإكماله.
تلقى الطريق تغطية إعلامية واسعة بعد نشأته، وعدته كل من ناشيونال جيوغرافيك وصحيفة الصنداي تايمز، وصحيفة الغارديان، وشركة كونديناست، ومجلة فوغ، ولونلي بلانيت. من أفضل الوجهات السياحية في العالم للزيارة عام 2018.